# Gaietà Virgili Veciana
Gaietà Virgili Veciana (Vilallonga del Camp, 1878 - Reus, 1953) va ser un comerciant i polític català.
Instal·lat a Reus des de molt jove, va treballar en el cafè que tenia el seu pare i després a la sucursal del Banc Hipotecari. Va ser també corredor de finques, ocupació a la que es dedicà fins a la seva mort. Va ser regidor de l'ajuntament reusenc pel Centre Autonomista Republicà, aliat amb els possibilistes quan era alcalde el metge Emili Briansó, va fer el parèntesi de la Dictadura i després hi va tornar el 14 d'abril de 1931, on coincidí i es van fer molt amics, amb Josep Miquel i Pàmies. El 1932 va ser primer tinent d'alcalde, i un dels dirigents comarcals del Partit Radical Socialista, ja que era amic personal de Marcel·lí Domingo, al que va seguir en tota la seva trajectòria.
Casat amb la viuda de Joan Domènech Aguiló, Rosa Mas, va ser padrastre de Joan Domènech Mas, i es va vincular a través d'ell, al Reus Deportiu. En la postguerra participà en algunes tertúlies nacionalistes reusenques.